# Arkalyk
Arkalyk (tiếng Kazakh: Арқалық / Arqalıq, tiếng Nga: Аркалык) là một thành phố ở tỉnh Kostanay ở miền bắc của Kazakhstan. Thành phố có dân số theo điều tra dân số năm 2009 là 23.169 người. Trước đó, nó là trung tâm của tỉnh Torgay đã bị giải thể vào năm 1997. Ngày nay, nó là trung tâm hành chính của khu vực Torgay thuộc tỉnh Kostanay. Được thành lập vào năm 1956, thị xã trở thành thành phố trong năm 1965. Khoảng cách từ thị trấn Arkalyk so với Kostanay là 480 km (298 dặm), Astana là 670 km (416 dặm). Trong lịch sử Arkalyk là một trung tâm cho chương trình không gian của Liên Xô. Phi hành gia hạ cánh trên các thảo nguyên Kazakh và trở lại Arkalyk trước khi đến Baikonur, thành phố không gian hàng đầu của Liên Xô. Arkalyk có sân bay Arkalyk.